# Лукина, Серафима Фадеевна
Серафима Фадеевна Лукина (18 июля 1923, дер. Елюкасы, Чувашская АО, СССР — 13 февраля 2009, г. Канаш, Чувашия, Россия) — советский животновод, Герой Социалистического Труда (1966).

## Биография
Родилась 18 июля 1923 года в деревне Елюкасы Чувашской автономной области (ныне в Цивильском районе Республики Чувашия в составе РФ).
С 14-летнего возраста работала в колхозе «Красный флот». В 1939 году перешла на Чувашскую государственную сельскохозяйственную опытную станцию (пос. Опытный Цивильского района). Работала свинаркой, дояркой, а с 1943 по 1974 год телятницей.
В 1960-е годы выращивала тёлок для воспроизводства стада. Среднесуточные привесы животных её группы составляли 700—750 граммов. К 18-месячному возрасту телки достигали веса 350—360 килограммов. Они своевременно покрывались и шли на комплектование племенного высокоудойного стада. Отдельные выращенные ею коровы имели рекордную продуктивность — их годовые удои доходили до 5700-6300 кг молока жирностью 4,2-4,4 %. Умерла 13 февраля 2009 года в г. Канаш.
Участница ВДНХ в 1957, 1967, 1969, 1977 годах, награждена медалями выставки[уточнить].

## Семья
Воспитывала 5 сыновей и 2 дочери. 

## Награды
- За достигнутые успехи в развитии животноводства Указом Президиума Верховного Совета СССР от 22 марта 1966 года присвоено звание Героя Социалистического Труда
- Награждена медалью «За доблестный труд в Великой Отечественной войне 1941—1945 гг.»
- Занесена в Почетную Книгу Трудовой Славы и Героизма Чувашской АССР (26.10.1967)
- Награждена «Медалями материнства» 1-й и 2-й степеней,
- орденом «Материнская слава» 3-й степени